# 삼성 갤럭시 A8 (2016)
삼성 갤럭시 A8 2016은 삼성 갤럭시 A8의 후속 기종인 2016년형 모델이다.

## 개요
2016년 10월에 SK텔레콤 전용으로 출시했다. 화면크기는 5.7 인치로 전작과 그대로이고 램은 3 GB, CPU는 삼성 갤럭시 노트 5, 삼성 갤럭시 S6와 동일한 삼성 엑시노스 7420(삼성 갤럭시 S6, 갤럭시 노트 5에 탑재된 AP)을 탑재했다. 배터리용량은 3300 mAh이고 A시리즈에서 빠졌던 자이로스코프 센서는 이번에도 없다고 한다. 유심은 Nano-Sim을 사용한다. 화면이 꺼진 상태로 알림, 시간이 표시되는 AOD (Always-On-Display) 기능도 탑재되었다. 2016년 10월 1일부터 10월 4일 예약가입을 하고 2016년 10월 5일부터 판매가 시작되었다.

## 평가
삼성의 휴대폰 라인업 중, 프리미엄 제품군인 S브랜드를 제외하고 보급형 갤럭시중에서는 노트 브랜드보다 기준 점수가 126700점으로 S브랜드에 가까운 성능이 매우 뛰어난 휴대폰이다.

## 메모리
내부메모리는 기존의 eMMC 방식이 아닌, 갤럭시S6부터 적용된 UFS 2.0 방식을 보급형 갤럭시중에서는 최초로 채용하여 입출력 속도가 향상되었다.

## 운영 체제 / 소프트웨어

### 안드로이드 6.0.1 마시멜로
안드로이드 6.0.1 마시멜로 로 탑재되어 출시하였다.

### 안드로이드 7.0 누가
안드로이드 7.0 누가 2017년 8월 14일 SM-A810S의 기기 이가 업데이트가 되었다. a8 2016는 타 폰들의 기본 누가 UX 인 Samsung Experience 8.0 가 아닌 갤럭시S8시리즈에 들어간 Samsung Experience 8.1 이가 탑재되었다.

### 안드로이드 8.0 오레오
안드로이드 7.0 오레오 2018년 7월 24일 SM-A810S의 기기 이가 업데이트가 되었다. A8 2016도 갤럭시 S9처럼 Samsung Experience 9.0 이가 탑재되었다.

## 관련 기종
- 삼성 갤럭시 A8
- 삼성 갤럭시 A3 (2016)
- 삼성 갤럭시 A5 (2016)
- 삼성 갤럭시 A7 (2016)
- 삼성 갤럭시 A5 (2017)
- 삼성 갤럭시 A7 (2017)

## 색상
- 블루
- 핑크
- 실버
- 골드

## 같이 보기
- 삼성 갤럭시 A8 (2015)
- 삼성 갤럭시 A3 (2016)
- 삼성 갤럭시 A5 (2016)
- 삼성 갤럭시 A7 (2016)
- 삼성 갤럭시 A9 (2016)
- 삼성 갤럭시 A9 프로 (2016)